# Großseggenried am Huhnrod
Großseggenried am Huhnrod este o arie protejată (arie specială de conservare — SAC, sit de importanță comunitară — SCI) din Germania întinsă pe o suprafață de 2,85 ha, integral pe uscat.

## Localizare
Centrul sitului Großseggenried am Huhnrod este situat la coordonatele 50°37′38″N 9°28′25″E / 50.6272°N 9.4736°E.

## Înființare
Situl Großseggenried am Huhnrod a fost declarat sit de importanță comunitară în noiembrie 2004 pentru a proteja 1 specie de animale. Situl a fost protejat și ca arie specială de conservare în martie 2008.

## Biodiversitate
Situată în ecoregiunea continentală, aria protejată conține 1 habitat natural: Păduri aluvionare cu Alnus glutinosa și Fraxinus excelsior (Alno-Padion, Alnion incanae, Salicion albae).
La baza desemnării sitului se află o specie protejată de  nevertebrate: Vertigo angustior.